# Reprezentacja Chile w piłce nożnej kobiet
Reprezentacja Chile w piłce nożnej kobiet – oficjalna drużyna reprezentująca Chile w rozgrywkach piłki nożnej kobiet. Za funkcjonowanie tej drużyny odpowiedzialny jest Federación de Fútbol de Chile. Pierwszy mecz żeńska reprezentacja Chile rozegrała 28 kwietnia 1991 przegrywając z Brazylia 1-6. Obecnie trenerem reprezentacji jest Jose Letelier, a kapitankami są Christiane Endler, oraz Karen Araya.

## Mistrzostwa Świata
- 1991 (nie zakwalifikowała się)
- 1995 (nie zakwalifikowała się)
- 1999 (nie zakwalifikowała się)
- 2003 (nie zakwalifikowała się)
- 2007 (nie zakwalifikowała się)
- 2011 (nie zakwalifikowała się)
- 2015 (nie zakwalifikowała się)
- 2019 Faza grupowa

## Igrzyska olimpijskie
- 1996 (nie zakwalifikowała się)
- 2000 (nie zakwalifikowała się)
- 2004 (nie zakwalifikowała się)
- 2008 (nie zakwalifikowała się)
- 2012 (nie zakwalifikowała się)
- 2016 (nie zakwalifikowała się)
- 2020 (faza grupowa)